# Leslie O'Connell
Leslie James O'Connell (23 de mayo de 1958) es un deportista neozelandés que compitió en remo.
Participó en los Juegos Olímpicos de Los Ángeles 1984, obteniendo una medalla de oro en la prueba de cuatro sin timonel. Ganó dos medallas de oro en el Campeonato Mundial de Remo, en los años 1982 y 1983.

## Palmarés internacional
| Juegos Olímpicos   | Juegos Olímpicos             | Juegos Olímpicos | Juegos Olímpicos   |
| Año                | Lugar                        | Medalla          | Prueba             |
| ------------------ | ---------------------------- | ---------------- | ------------------ |
| 1984               | Los Ángeles (Estados Unidos) | Medalla de oro   | Cuatro sin timonel |
| Campeonato Mundial |                              |                  |                    |
| Año                | Lugar                        | Medalla          | Prueba             |
| 1982               | Lucerna (Suiza)              | Medalla de oro   | Ocho con timonel   |
| 1983               | Duisburgo (RFA)              | Medalla de oro   | Cuatro con timonel |